# Kína az 1994. évi téli olimpiai játékokon
Kína a norvégiai Lillehammerben megrendezett 1994. évi téli olimpiai játékok egyik részt vevő nemzete volt. Az országot az olimpián 5 sportágban 24 sportoló képviselte, akik összesen 3 érmet szereztek.

## Érmesek
| Érem  | Versenyző         | Sportág                    | Versenyszám |
| ----- | ----------------- | -------------------------- | ----------- |
| Ezüst | Zhang Yanmei      | Rövidpályás gyorskorcsolya | Női 500 m   |
| Bronz | Ye Qiaobo         | Gyorskorcsolya             | Női 1000 m  |
| Bronz | Csen Lu (Chen Lu) | Műkorcsolya                | Női egyéni  |

## Biatlon
Női
| Versenyző                                        | Versenyszám      | Lövőhiba    | Időeredmény | Helyezés |
| ------------------------------------------------ | ---------------- | ----------- | ----------- | -------- |
| Song Aiqin                                       | 7,5 km sprint    | 1 (0+1)     | 27:33,5     | 23.      |
| Song Aiqin                                       | 15 km egyéni     | 5 (1+0+1+3) | 58:25,0     | 39.      |
| Wang Jinfen                                      | 7,5 km sprint    | 5 (3+2)     | 28:36,1     | 41.      |
| Wang Jinfen                                      | 15 km egyéni     | 5 (0+2+0+3) | 56:00,8     | 24.      |
| Liu Giulan Song Aiqin Vang Csin-ping Wang Jinfen | 4 × 7,5 km váltó | 5           | 2:01:08,8   | 14.      |

## Gyorskorcsolya
Férfi
| Versenyző  | Versenyszám | Eredmény       | Helyezés       |
| ---------- | ----------- | -------------- | -------------- |
| Liu Hongbo | 500 m       | 36,54          | 4.             |
| Liu Hongbo | 1000 m      | 1:13,47        | 4.             |
| Liu Yanfei | 1500 m      | nem ért célba~ | nem ért célba~ |

Női
| Versenyző     | Versenyszám | Eredmény | Helyezés |
| ------------- | ----------- | -------- | -------- |
| Jin Hua       | 500 m       | 40,23    | 9.       |
| Jin Hua       | 1000 m      | 1:21,48  | 16.      |
| Xue Ruihong   | 500 m       | 39,71    | 4.       |
| Xue Ruihong   | 1000 m      | 1:20,93  | 12.*     |
| Yang Chunyuan | 500 m       | 40,37    | 11.      |
| Yang Chunyuan | 1000 m      | 1:23,27  | 30.      |
| Ye Qiaobo     | 500 m       | 40,42    | 13.      |
| Ye Qiaobo     | 1000 m      | 1:20,22  |          |

~ - a futam során elesett

## Műkorcsolya
| Versenyző         | Versenyszám  | Rövid program     | Rövid program | Rövid program | Kűr               | Kűr     | Kűr         | Összesítés         | Összesítés |
| Versenyző         | Versenyszám  | Több. hely. száma | Hely.         | Hely. pont.   | Több. hely. száma | Hely.   | Hely. pont. | Helyezési pontszám | Helyezés   |
| ----------------- | ------------ | ----------------- | ------------- | ------------- | ----------------- | ------- | ----------- | ------------------ | ---------- |
| Zhang Min         | Férfi egyéni | 5×16+             | 16.*          | 8,0           | 6×21+             | 21.     | 21,0        | 29,0               | 20.        |
| Csen Lu (Chen Lu) | Női egyéni   | 7×4+              | 4.            | 2,0           | 7×3+              | 3.      | 3,0         | 5,0                |            |
| Liu Jing          | Női egyéni   | 5×22+             | 23.           | 11,5          | 7×22+             | 22.     | 22,0        | 33,5               | 23.        |
| Zhao Guona        | Női egyéni   | 5×24+             | 25.           | 12,5          | kiesett           | kiesett | kiesett     | kiesett            | kiesett    |

* - egy másik versenyzővel azonos eredményt ért el

## Rövidpályás gyorskorcsolya
Férfi
| Versenyző                                | Versenyszám  | Előfutam | Előfutam | Negyeddöntő | Negyeddöntő | Elődöntő | Elődöntő | B döntő  | B döntő  | Döntő   | Döntő   | Helyezés |
| Versenyző                                | Versenyszám  | Idő      | Hely.    | Idő         | Hely.       | Idő      | Hely.    | Idő      | Hely.    | Idő     | Hely.   | Helyezés |
| ---------------------------------------- | ------------ | -------- | -------- | ----------- | ----------- | -------- | -------- | -------- | -------- | ------- | ------- | -------- |
| Li JiaJun                                | 500 m        | 44,67    | 1.       | kizárták    | kizárták    | kiesett  | kiesett  | kiesett  | kiesett  | kiesett | kiesett | 16.      |
| Li JiaJun                                | 1000 m       | 1:33,14  | 2.       | kizárták    | kizárták    | kiesett  | kiesett  | kiesett  | kiesett  | kiesett | kiesett | 16.      |
| Li Lianli                                | 500 m        | 1:03,44  | 4.       | kiesett     | kiesett     | kiesett  | kiesett  | kiesett  | kiesett  | kiesett | kiesett | 30.      |
| Li Lianli                                | 1000 m       | 1:34,52  | 2.       | 1:32,16     | 4.          | kiesett  | kiesett  | kiesett  | kiesett  | kiesett | kiesett | 14.      |
| Li JiaJun Li Lianli Yang He Zhang Hongbo | 5000 m váltó |          |          |             |             | 7:19,66  | 3.       | kizárták | kizárták |         |         | 7.       |

Női
| Versenyző                                         | Versenyszám  | Előfutam | Előfutam | Negyeddöntő | Negyeddöntő | Elődöntő | Elődöntő | B döntő | B döntő | Döntő    | Döntő    | Helyezés |
| Versenyző                                         | Versenyszám  | Idő      | Hely.    | Idő         | Hely.       | Idő      | Hely.    | Idő     | Hely.   | Idő      | Hely.    | Helyezés |
| ------------------------------------------------- | ------------ | -------- | -------- | ----------- | ----------- | -------- | -------- | ------- | ------- | -------- | -------- | -------- |
| Wang Xiulan                                       | 500 m        | 47,32    | 1.       | 48,40       | 1.          | 48,00    | 3.       | 49,03   | 2.      |          |          | 6.       |
| Wang Xiulan                                       | 1000 m       | 1:43,71  | 2.       | 1:40,58     | 3.          | kiesett  | kiesett  | kiesett | kiesett | kiesett  | kiesett  | 14.      |
| Yang Yang (S)                                     | 500 m        | 47,23    | 1.       | 47,25       | 1.*         | kizárták | kizárták | kiesett | kiesett | kiesett  | kiesett  | 7.*      |
| Yang Yang (S)                                     | 1000 m       | 1:46,53  | 2.       | 1:38,96     | 2.          | 2:12,06  | 3.       |         |         | 1:47,10  | 5.       | 5.       |
| Zhang Yanmei                                      | 500 m        | 47,35    | 2.       | 46,64       | 2.          | 46,01    | 1.       |         |         | 46,44    | 2.       |          |
| Zhang Yanmei                                      | 1000 m       | 1:39,72  | 2.       | 1:39,02     | 2.          | 1:37,26  | 2.       |         |         | 1:37,80  | 4.       | 4.       |
| Su Xiaohua Wang Xiulan Yang Yang (S) Zhang Yanmei | 3000 m váltó |          |          |             |             | 4:32,14  | 1.       |         |         | kizárták | kizárták | 8.       |

* - egy másik versenyzővel azonos eredményt ért el

## Síakrobatika
Ugrás
| Versenyző | Versenyszám | Selejtező | Selejtező | Döntő   | Döntő    |
| Versenyző | Versenyszám | Pont      | Helyezés  | Pont    | Helyezés |
| --------- | ----------- | --------- | --------- | ------- | -------- |
| Yin Hong  | Női         | 134,64    | 17.       | kiesett | kiesett  |
| Ji Xiaoou | Női         | 121,22    | 18.       | kiesett | kiesett  |